# Aurora (sommerfugl)
 For alternative betydninger, se Aurora. (Se også artikler, som begynder med Aurora)
Aurora (Anthocharis cardamines) er en sommerfugl i hvidvingefamilien. Det er den sommerfugl i Danmark, hvor hannen er nemmest at kende med de iøjnefaldende orange forvingespidser. Auroraen findes overalt på blomsterrige og fugtige enge med læ, men den kan også ses i haver, hvor værtsplanten løgkarse findes. Sommerfuglen er en ægte forårsbebuder i april, men den kommer først rigtigt frem i stort tal omtrent samtidig med at mælkebøtterne springer ud i maj.

## Udbredelse
Arten er vidt udbredt i Europa og i de tempererede dele af Asien. Det meste af Danmark har forekomster af aurora, undtagen i et smalt bælte langs den jyske vestkyst fra Hanstholm til Esbjerg.

## Udseende
Aurorahannen er nem at kende på de orangegult farvede forvingespidser. Bagvingerne er på undersiden farvet i en mosaik af olivengrønt og hvidt. Hunnen er sværere at kende fra kålsommerfuglene, da den mangler den orange tegning. Men hun kan kendes på den olivengrønne mosaik på bagsiden af bagvingerne, og hendes vinger er mere afrundede. Hunnernes vingefang er ca. 4 – 5 mm større end hannernes. Normalt er sommerfuglenes vingefang imellem 37 – 47 mm, men der kan forekomme dværgformer, hvis larverne har manglet tilstrækkelig føde.
- Anthocharis cardamines ♂
- Anthocharis cardamines ♂  △
- Anthocharis cardamines  ♀
- Anthocharis cardamines ♀ △

## Livscyklus
Ægget bliver lagt om foråret på blomster eller unge skulper af korsblomstrede planter. Ægget er teglrødt og klækkes efter ca. 5 – 6 dage. Larverne lever især af plantens blomster og frøskulper, men hvis disse slipper op spises også stængel og blade. Undersøgelser har vist, at en plante skal være tilpas stor, for at larven kan overleve, og skulperne skal have den helt rigtige alder, for at larven kan æde dem. Aurorahunnen skal derfor udvælge værtsplanterne med omhu og kun lægge et enkelt æg på hver plante. Når larven er udvokset efter 2 – 3 uger, forpupper den sig. Puppen overvintrer og klækkes næste forår omkring april.

## Larvens foderplanter
Eng-Karse, Løgkarse, Almindelig Gåsemad, flere arter af Kalkkarse, Tårnurt, og andre korsblomster, herudover Judaspenge og Vedvarende Måneskulpe. Fælles for foderplanterne er, at de kan danne sennepsolie som kemisk forsvarsstof. Aurora-larverne undgår dannelse af dette forsvarsstof ved hjælp af et særligt protein, nitrilspecificerende protein.